# Église Saint-Saturnin de Belz
L'église Saint-Saturnin est l'église paroissiale de Belz, dans le Morbihan. Elle a été construite en 1914.

## Histoire
Autrefois se dressait à Belz une église Saint-Saturnin, d'origine romane, mais dont la dernière grande restauration datait de 1678. Cette église, faute d'entretien et de nécessaires travaux de restauration (restaurée après la Révolution française par les paroissiens, mais déjà jugée délabrée en 1832), parvint à un état de délabrement avancé, et elle fut détruite en 1913.

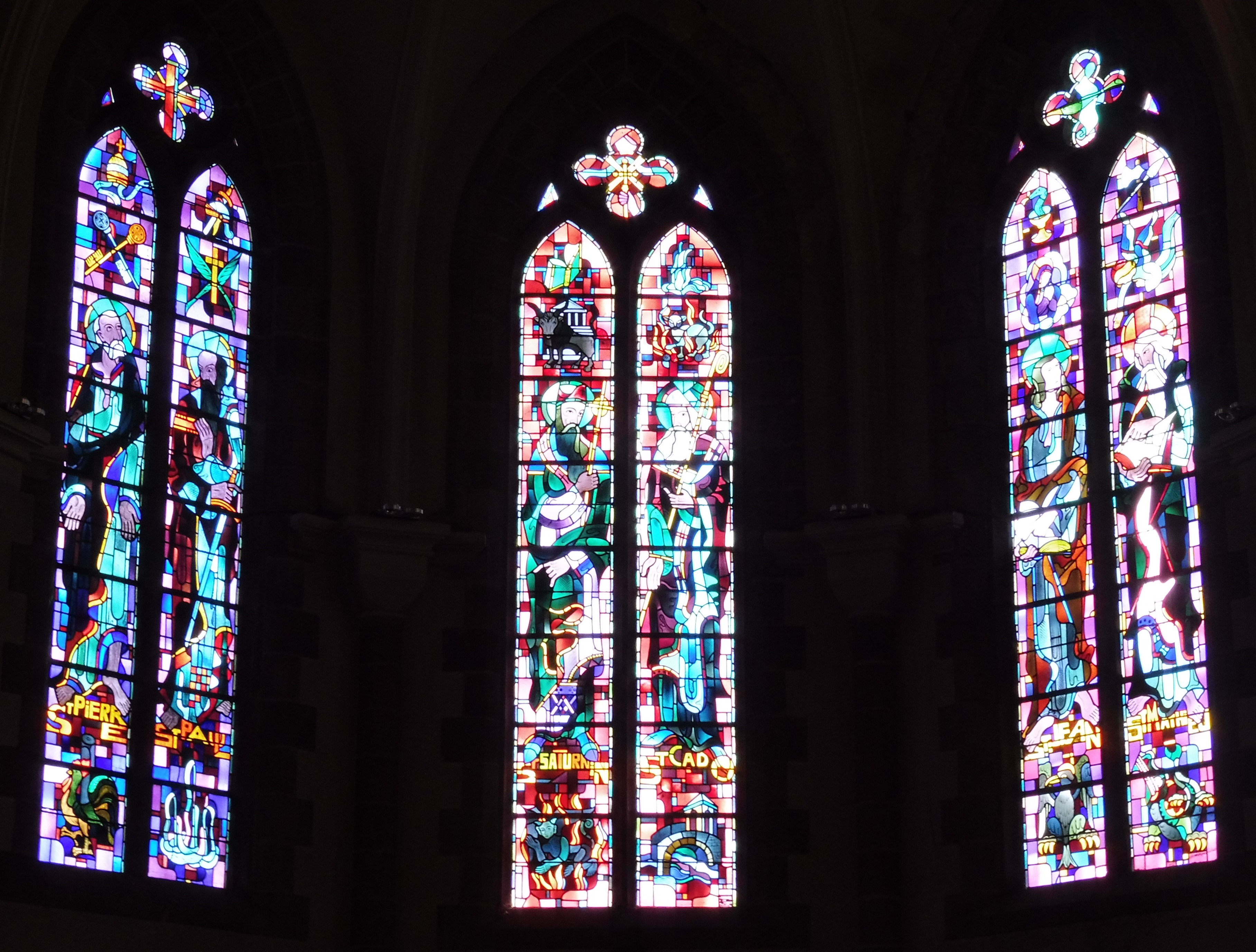
Vitraux du chœur de l'église (au centre, saint Saturnin et saint Cado).

## Description
De style néo-gothique, l'église actuelle a été construite immédiatement après. Les travaux ont débuté en mai 1914, et la bénédiction a été prononcée par l'évêque de Vannes Alcime-Armand-Pierre-Henri Gouraud, le 6 décembre 1914. Faute d'argent, le clocher ne sera pas construit.